# Hans Spatzenegger
Hans Spatzenegger (Laufen, 1º marzo 1900 – Landsberg am Lech, 27 maggio 1947) è stato un militare tedesco, ufficiale delle SS e primo comandante della cava Wiener Graben di Mauthausen, condannato come criminale di guerra.

## Biografia
Hans Spatzenegger era un fabbro di professione. Nel maggio del 1931 si unì al NSDAP (numero socio 519.352). All'inizio del 1932 divenne membro delle SS (SS n. 22.057). Nel 1933 venne alle guardie nel campo di concentramento di Dachau. Il 1 ° aprile 1938 fu promosso a capo delle SS.
Nell'autunno del 1938 fu trasferito nel campo di concentramento di Mauthausen. Lì divenne rapidamente il primo comandante nella Cava di granito di Wiener Graben. Spatzenegger era temuto in tutto il campo a causa della sua crudeltà. Organizzò le "esibizioni di percosse" con la sua frusta di pelle di toro, liberando poi i cani sui prigionieri che venivano quindi sbranati o inseguiti e spinti verso la recinzione elettrica. Il 6 e 7 settembre 1944 partecipò all'omicidio di 47 paracadutisti alleati. 
All'inizio di maggio 1945 Spatzenegger fuggì con il responsabile del forno crematorio Martin Roth verso Salisburgo e riuscì a nascondersi. 
Il 28 febbraio 1946, fu arrestato nell'Alta Austria. Successivamente, Spatzenegger è stato incriminato da un tribunale militare americano nel processo principale di Mauthausen. Il 13 maggio 1946 fu condannato a morte per impiccagione. La sentenza fu eseguita il 27 maggio 1947 nella prigione criminale di guerra di Landsberg. Le sue ultime parole furono: "Non sono un criminale di guerra. Lunga vita alla Germania. Arrivederci, pastore."